# Nhạc jazz Ba Lan
Nhạc jazz Ba Lan có một lịch sử kéo dài, cả trong thời gian chấp nhận và đàn áp chính trị.

## Trước chủ nghĩa cộng sản (1930-39)
Sự khởi đầu của nhạc jazz ở Ba Lan rất khó xác định. Ngay từ những năm 1930, các câu lạc bộ ở Warsaw, Kraków, Rzeszów hoặc Poznań đã chơi một số bài hát theo phong cách nhạc jazz. Những bài hát này có xu hướng swing và một số trong đó đã bị ảnh hưởng bởi âm nhạc cổ điển truyền thống. Âm nhạc nổi tiếng của Mỹ (đặc biệt là các bài hát của George Gershwin) đã có nhu cầu lớn. Eddie Rosner được coi là nhạc sĩ nhạc jazz Ba Lan nổi tiếng đầu tiên.

## Đàn áp Stalin (1945-58)
Sau khi Cộng sản tiếp quản, nhạc jazz ban đầu bị đàn áp. Mặc dù các nhóm như Melomani tồn tại, nhạc jazz đã chính thức bị lên án và cấm phát thanh. Các nhạc sĩ đã học về nhạc jazz bằng cách nghe một chương trình phát thanh sóng ngắn của Giờ nhạc Jazz của Mỹ của Willis Conover hoặc sử dụng những bản lậu các bản ghi jazz từ nước ngoài.

## Tự do hóa (Ra khỏi Underground 1958-67)
Sau cái chết của nhà lãnh đạo Liên Xô Joseph Stalin, nhạc jazz ở Ba Lan đã có được sự tự do mới. Năm 1958 Dave Brubeck đến thăm Ba Lan và thời điểm đó nền nhạc jazz của quốc gia bị ảnh hưởng bởi nhạc cool jazz. Vào những năm sáu mươi, ba thể loại đã nổi lên như là thống trị; trad jazz, "chính thống", và free jazz. Krzysztof Komeda trở thành người lãnh đạo phong trào nhạc jazz hiện đại, không sao chép cách chơi của người Mỹ mà phát triển phong cách "châu Âu" của riêng mình, đặc biệt là với album năm 1966 Astigmatic.

## Nhạc sĩ jazz Ba Lan
- Hanna Banaszak - giọng ca
- Darek Oleszkiewicz - tay bass
- Jacek Bednarek - tay bass
- Marek Bliziński - guitarist
- Krzesimir Dębski - nghệ sĩ violin, nghệ sĩ piano, nhà soạn nhạc
- Urszula Dudziak - ca sĩ
- Maciej Fortuna - thổi kèn trumpet
- Bogdan Hołownia - nghệ sĩ piano (tốt nghiệp trường đại học âm nhạc Berklee)
- Marcin Jahr - tay trống
- Sławek Jaskułke - nghệ sĩ piano
- Kazimierz Jonkisz - tay trống
- Anna Maria Jopek - giọng ca
- Wojciech Karolak - nhà soạn nhạc, keyboard, nghệ sĩ piano của Hammond (tự mô tả mình là "một nhạc sĩ nhạc jazz và R&B Mỹ, sinh ra do nhầm lẫn ở giữa châu Âu".)
- Jacek Kochan - tay trống, nhà soạn nhạc
- Krzysztof Komeda - nhà soạn nhạc, nghệ sĩ piano, soạn kịch bản phim (kết hợp với Roman Polanski)
- Janusz Kowalski - nghệ sĩ saxophone tenor (tốt nghiệp trường đại học âm nhạc Berklee)
- Sławomir Kulpowicz [5][6] - nghệ sĩ piano, nhà soạn nhạc, (chịu ảnh hưởng của âm nhạc Ấn Độ và âm nhạc của John Coltrane)
- Andrzej Kurylewicz - nghệ sĩ piano, kèn, kèn trombon, nhà soạn nhạc (cũng là nhạc cổ điển)
- Adam Makowicz - nghệ sĩ piano (hiện đang sống ở Toronto)
- Marcin Masecki - nghệ sĩ piano (tốt nghiệp trường đại học âm nhạc Berklee)
- Dorota Miśkiewicz - giọng ca
- Michał Miśkiewicz - tay trống
- Leszek Możdżer - nghệ sĩ piano
- Janusz Muniak - nghệ sĩ saxophone
- Zbigniew Namysłowski - nghệ sĩ saxophone alto
- Marek Napiórkowski - guitarist
- Bartlomiej Oles - tay trống (ngẫu hứng)
- Marcin Oles - bassist (ngẫu hứng)
- Włodzimierz Pawlik - người chiến thắng giải Grammy cho Night in Calisia nghệ sĩ piano, nhà soạn nhạc
- Andrzej Przybielski - nghệ sĩ trumpet
- Zbigniew Seifert - nghệ sĩ violin, nghệ sĩ saxophone, (chịu ảnh hưởng từ âm nhạc của John Coltrane)
- Stanisław Sojka (Stan Soyka) - ca sĩ, nghệ sĩ piano, guitar, nhạc sĩ
- Tomasz Stańko - nghệ sĩ trumpet (nghệ sĩ nổi bật của ECM Records)
- Adam Taubitz - nghệ sĩ violin (cũng theo dòng cổ điển với Berlin Philharmonic)
- Andrzej Trzaskowski - nghệ sĩ piano, nhà soạn nhạc
- Michał Urbaniak - nghệ sĩ violin, saxophone
- Marcin Wasilewski - nghệ sĩ piano
- Jan Ptaszyn Wróblewski - nghệ sĩ saxophone tenor và baritone, nhà soạn nhạc, hòa âm phối khí, (DJ nhạc jazz tại Chương trình phát thanh III của Ba Lan)
- Aga Zaryan - giọng ca chính (nghệ sĩ thu âm Blue Note Records
- Andrzej Zaucha - giọng ca
- Adam Pierońchot - Nghệ sĩ saxophone